# Weissküferei
Weissküferei ist ein historischer, traditioneller Schweizer Handwerksberuf und bezeichnet die Herstellung verschiedener Gerätschaften für die Milch- und Alpwirtschaft aus einheimischen Hölzern, wie hellem Ahorn- oder Fichtenholz. Die Weissküferei entstand vermutlich zu Beginn des 19. Jahrhunderts, bis zum Jahr 2008 war sie in der Schweiz Lehrberuf.

## Namensherkunft
Der Namensbestandteil «Weiss» kommt vom hellen Holz, das zur Herstellung der Gerätschaften verwendet wird. Das «Küfen» bezeichnet die Herstellungsart. Urkundlich bekannt ist der Name Weissküferei seit 1696, als die Walser Bauernfamilie Ambühl die erste bekannte Davoser Holzräderuhr herstellte.
Ein Weissküfer wird auch als Weissbinder oder Dealbator bezeichnet.

## Beruf
Die Berufsbezeichnung Weissküfer galt bis Ende 2008 für den Lehrberuf in der Schweiz, dieser wurde danach in das Berufsbild des Holzhandwerkers eingegliedert. Die Ausbildung dauerte drei Jahre. Der heutige Lehrberuf Holzhandwerker fasst die vorherigen Berufe Drechsler und Weissküfer zusammen.
In der Weissküferei werden aus einheimischen Hölzern, wie hellem Ahorn- oder Fichtenholz verschiedene Gerätschaften für die Milch- und Alpwirtschaft hergestellt. Spezialität der Weissküferei sind Produkte, die durch Rundungen, gebogene oder geschweiften Formen bestehen. Bei der Fertigung von Behältern schneiden Weissküfer die Hölzer zu speziell geformten Holzbrettern (Dauben) zu. Diese fügen sie aneinander und formen daraus rundes oder ovales Geschirr und Behälter. Zusammengehalten werden die Dauben von selbst angefertigten Holzreifen aus Ahorn. Nachdem die Behältnisse roh fertig hergestellt sind, beginnt die aufwendige Schnitzereiverzierung von Hand.  

## Produkte
Zu den traditionellen Weissküfereiprodukten zählen beispielsweise: Fahreimer, Butterfass, Buttermodel, Sauerfass, Brente, Motteli, Melkstuhl, Schottenkübel (Molkeeimer), Tragreff und das Käsegeschirr.

## Aktuelle Situation
In der Schweiz bestehen noch rund 80 kleinere traditionelle Betriebe (Stand 2013). Sie bieten meist ein spezialisiertes Produktsortiment an. Die hölzernen Gerätschaften sind formmässig unverändert geblieben und erfüllen reich verziert ihre Aufgabe im Sennereialltag. Heutzutage gehören auch Küchenutensilien und Einrichtungsgegenstände, Geschenkartikel und Souvenirs zum Sortiment der Weissküfer.